# Gracià Tarragó i Pons
Gracià Tarragó i Pons (Salamanca, Castella i Lleó, 16 d'abril de 1892 - Barcelona, 22 de febrer de 1973) fou un guitarrista i compositor espanyol molt arrelat a Catalunya.

## Biografia
Era fill de Ferran Tarragó i Corcelles escultor de professió (Lleida ca.1833-Riópar, Albacete 14-08-1910) i de Antònia Pons i Rodriguez (ca 1843-1918) .Com a compositor destaca el seu estil del darrer romanticisme, mesclat amb el nacionalisme musical promogut pels mestrès amb qui estudià, com Felip Pedrell o Miquel Llobet.
El 1971 va crear el Quartet Tarragó format per 4 deixebles seus, que va estar en actiu entre 1971-1988.
Altres de les seves composicions destacables podrien ser Método Graduado, 25 Estudios Melódicos, Preludios, La Libélula, Danza del Pingüino, Danza del Pavo Real, Pins i Playera, per guitarra. També té obres basades en la música popular espanyola, com per exemple: Fantasia sobre la Petenera, Alegrías y Bulerías, Extremeña, Murciana, Ribera de Cuchilleros, Del Valle de Anso, Tonadilla, etc. Té diversos reculls, com Canciones populares para voz y guitarra: No quiero que me cortejes, E1 Zorongo, De los álamos vengo, La vi llorando, Parado de Valldemosa, El rossinyol, Jaeneras que yo canto, etc. (Vegeu llistat d'obres complet).

## Obres

### Per a veu i acompanyament (si no s'indica el contrari, per a veu i guitarra)
- Canciones populares españolas: Adiós meu homiño; Ahí tienes mi corazón; Andregaya; Canción de trilla; Campanas de Belén; Jaeneras que yo canto; La vi llorando; Miña nay por me casares; Nik baditut; Parado de Valldemosa; Playera; El rossinyol; Si quieres saber coplas; Tengo que subir; Ya se van los pastores.
- Canciones populares españolas (cuaderno II) (veu i guitarra o piano): Arroro; Erico Festak; La Fematera; El marabú; Mariagneta; Redoble; Serrana; Sevillanas; Si vas a San Benitiño; Los toritos de Calera; Y voy por la carretera.
- Canciones populares españolas (cuaderno III) (veu i guitarra o piano): La Asonanta; Campanillas de plata; Copeo de muntanya; Déjame subir; Molinera, molinera; No quiero que me cortejes; Paloma revoladora; Presentes de boda; Seguidillas manchegas; El zorongo.
- Cinco canciones antiguas: Aquel caballero, madre; De Antequera sale el moro; Perdida tengo la color; Duélete de mí, señora; De los álamos vengo, madre.
- Cinco canciones del siglo XVIII (veu i guitarra o violoncel): A quién contaré mis quejas?; Al son de los arroyuelos; En esta larga ausencia; Molinillo que mueles amores; ¡Oh, qué bien baila Gil!
- Cuatro canciones populares catalanas: El preso de Lleida; La cançó del lladre; La calma del mar; Corrandes.
- Dos villancicos navideños (veu i guitarra o piano): Quién pudiera amarte; Tened los ramos.
- Polo gitano o flamenco

### Per a conjunt instrumental
- Cala Punta Cristina
- Canciones de España (cuaderno I): Zorongo gitano, El cant dels ocells; Boga boga, Albaes; Tres hojutas madre; La parroquia; Vinde, nenas; Fuego y nieve despiden; Cançó del lladre; El café de chinitas.
- Canciones de España (cuaderno II): Desde Santurce a Bilbao; Paloma revoladora; La pastoreta; Molinero, molinero; Redoble; Al lado de mi cabaña; La lancha de Tolín; No quiero que me cortejes; L'hereu Riera.
- Canciones de España (cuaderno III): Sevillanas; El testament d'Amelia; Molondrón; A raíz d'o toxo verde; Vite, vite, vite; Ses Porgueres; Jota navarra; Anda jaleo; Entre las flores del campo.
- Canciones de España (cuaderno IV): Los cuatro muleros; Si vas a San Benitiño; Asturias, patria querida; La filadora; Erico Festak; Prado de Valldemosa; Eres alta y delgada; Serrana; El Trípili; Muntanyes regalades.

Per guitarra
- Al-Kaiyara, dansa oriental
- Alegrías y bulerías
- Cala Montjoi
- Cuatro canciones catalanas navideñas: El noi de la mare; Olotina; El cant dels ocells; El desembre congelat.
- Churumbeliyo
- Del Valle de Anso
- Dos canciones populares gallegas: Antigua cantiga; Baila Maruxiña
- Dos danzas para guitarra: Danza del pingüino; Danza del pavo real
- Extremeña
- Fandango de la cava
- Fantasía española
- Fantasía sobre la petenera
- Fantasías IV, VII y XI, del libro de Venegas de Henestrosa, s. XVI
- Isabelina
- Mar en calma
- Minueto del chispero
- Preludio imitativo
- Rapsodia catalana
- Recuerdo a Tárrega
- Ren ene luteghea (De mi tierra)
- Ribera de cuchilleros
- Danza de panaderos
- Ritmos andaluces, soleares
- Romance
- Rondalla gironina
- Soleá trianera
- Tiento
- Veinticinco estudios melódicos[8]
- L'Alaban (cançó catalana, L'Alabau?)